# Туманов, Владимир Анатольевич
Владимир Анатольевич Туманов (19 сентября 1953 года, 76 разъезд Оловяннинского района Читинской области — 27 февраля 2020 года, Санкт-Петербург) — советский и российский режиссёр театра, педагог. Многократный номинант премии «Золотой софит» и «Золотая маска», лауреат премии «Золотой софит» 1997 года. Главный режиссёр Театра на Васильевском (2011—2020).

## Биография
Владимир Анатольевич Туманов родился 19 сентября 1953 году в семье чертёжницы-копировальщицы Нины Николаевны Филипповой и военного Анатолия Степановича Туманова. Владимир был третьим ребёнком в семье, имел двух старших сестёр — Галину и Елену.
Первые два года своей жизни Владимир провёл в сельском поселении Хара-Бырка Забайкальского края, однако в 1955 года вся семья переехала в Ленинград. В 1960 году Владимир поступил среднюю школу № 38 на Васильевском острове, но уже в 1966 году перешёл в школу № 544.
В 1970 году по выпуску из школы Владимир поступил в Ленинградское высшее мореходное училище, спустя два года получил специальность штурмана по обслуживанию морских трамвайчиков.

## Семья
Дед по материнской линий Николай Филиппов, за подвиги в годы Первой Мировой войны стал полным Георгиевским кавалером.
Мама Нина Николаевна Филиппова. В самом начале блокады 1941 г., прошла шестимесячные курсы радиотелеграфистов и добровольцем ушла на войну. После войны Нина Николаевна вернулась не одна, а с будущим супругом, офицером Анатолием Степановичем Тумановым. Основная гражданская специальность — чертёжница-копировальщица. Имела абсолютный музыкальный слух и прекрасный голос. Старший брат Нины Николаевны, был вундеркиндом — играл всех музыкальных инструментах. В возрасте двенадцати лет умер от остеомиелита, а сама Нина Николаевна ушла 31 июля 1999 году.
Дед по отцовской линий Степан Тимофеевич Туманов и 'бабушка Аграфена Туманова, уроженцы Нижегородской области. Имели крупное хозяйство.
Отец Анатолий Степанович Туманов 19 февраля 1919 г., Нижегородская область, деревня Быков Майдан. Во время Великой Отечественной войны строил мосты и дошёл до г. Потсдама. После войны два года служил в Германии, по возвращении его отправили служить в Оловяннинский район Забайкальского края. В 1955 году демобилизовался и с семьей вернулся в Ленинград. Освоил гражданскую профессию слесаря-инструментальщика. Был членом «Всесоюзного общества изобретателей и рационализаторов». Всю жизнь проработал в Всероссийском обществе слепых. В 1961—63 гг. являлся депутатом Василеостровского района Совета депутатов трудящихся г. Ленинграда. 24 сентября 1969 года в Ленинграде на глазах у всех своих троих детей погиб в автокатастрофе.
Сестра Галина Анатольевна Туманова 7 июля 1946 г. р., Ленинград. При замужестве Митрофанова. Скончалась 15 декабря 2021 г.

Сестра Елена Анатольевна Туманова 17 мая 1948 г. р., Ленинград. При замужестве Максимова.

### Театральный путь
В 1972 году Владимир Туманов поступил в ЛГИТМиК, на режиссёрский курс Зиновия Яковлевича Корогодского. 

«Если быть честным, то все, что я получил в ранней юности – поступил в ЛГИТМИК, был взят на курс З. Я. Корогодскому – было абсолютно случайным, и оно произошло совершенно неожиданно – я шёл провожать своего друга на вступительные экзамены и, естественно, ничего не готовил – ни басни, ни стихов, ни танцев. Был сентябрь, дополнительный набор, так как Зиновий Яковлевич в урочное время набрал только пол курса. Вступительные экзамены проводились в подвальчике на Фонтанке, в котором сейчас кафе «Манхеттен». Я ждал друга довольно долго – час или полтора, а потом возмутился – чем они там занимаются? Открыл дверь – а в центре сидит З. Я. Корогодский, рядом с ним - Л. А. Додин. Зиновий Яковлевич оттуда: «Заходите, заходите!» - и это перевернуло всю мою судьбу. Так, в 18 лет я впервые попал в утробу, в механизм театра, в его жизненное пространство, в его нервную систему» В. А. Туманов. 
В 1978 году окончил курс и в 1980 году защитил дипломный спектакль «Кошка, которая гуляла сама по себе» по Редьярду Киплингу.
Далее недолгое время Туманова работал в Тульском ТЮЗе. Однако вскоре ушёл в Государственный русский драматический театр Литовской ССР, где работал с 1980  по 1990 год. В 1990 году Владимир Туманов вернулся в Ленинград и устроился в Ленинградский государственный Малый драматический театр Европы, где служил до 2007 года.
В Петербурге в качестве режиссёра также сотрудничал с коллективами Молодёжного театра на Фонтанке, Театра комедии им. Н. П. Акимова, Театром юных зрителей имени А. А. Брянцева, Театра на Литейном и другими.
В 2011 году назначен главным режиссёром Театра на Васильевском. За годы работы в театре представил шестнадцать премьер.

### Преподавательская деятельность
В 2018 году Владимир Анатольевич набирал в РГИСИ целевой актёрский курс при Театре на Васильевском, однако довести курс до конца не успел. После кончины Владимира Туманова мастером был назначен Юрий Леонидович Ицков.

## Личная жизнь
Владимир Туманов был женат на Стефании Граурогкайте. Граурогкайте родом из литовского Каунаса, окончила Вильнюсскую художественную академию (1994). Известна как художник театра и кино, кукольник, живописец, график, автор произведений художественного текстиля и сакральной одежды. Создала оформление к более 100 драматическим спектаклям, балетам и операм. Дочь - Мария Туманова родилась в г. Ленинград, на Васильевском острове 7 августа 1980г. Скончалась 28.02.2022 г. Закончила Каунасский университет Витаутаса Великого, Магистр политологии. Владела литовским, русским, английским и испанскими языками. Внук Мариус Матулайтис (25 января 2009г.), внук Мартинас Матулайтис (26 ноября 2010г.)

## Театральные постановки
- 1979 — «Борцы» Карас, Каунасский драматический театр.
- 1980 — «Кошка которая гуляла сама по себе» Р. Киплинг, «Ох уж эти челдобречки» В. Палчинскайте, Тульский областной театр юного зрителя.
- 1982—1990 — «Смотрите кто пришёл» В. Арро, «Скамейка» А. Гельман, «Кошка которая гуляла сама по себе» Р. Киплинг, «Дамма невидимка» П. Кальдерон, «Перед заходом солнца» Г. Гауптман, «Ехай» Н. Садур, Государственный русский драматический театр Литовской ССР.
- 1990 — «Мурлин Мурло» Н. Коляда, Малый драматический театр — Театр Европы.
- 1994 — «Лунные волки» Н. Садур, сценография Александра Орлова. Молодёжный театр на Фонтанке.
- 1995 — «Тот этот свет» А. Казанцев, Театр на Васильевском.
- 1996 — «Таня Таня» О. Мухина, Театр на Васильевском.
- 1997 — «Двенадцатая ночь» В. Шекспир, Молодёжный театр на Фонтанке.
- 1998 — «Строитель Солнес» Х. Ибсен, Театр на Литейном.

«За зеркалом» Е. Гремина, Псковский академический театр имени А. С. Пушкина.
«Бегущие странники» А. Казанцев, сценография Александра Орлова. Малый драматический театр — Театр Европы.
"Чардым" Н.Садур, сценография Александра Орлова, Театр Балтийский Дом.
- 1999 — «Антигона» Ж. Ануй, Новосибирский академический молодёжный театр «Глобус».

«Тётя Мотя» О. Никифорава, Театр на Васильевском.
«Без вины виноватые» А. Н. Островский, Театр Балтийский Дом.
- 2000 — «Ночь Игуаны» Т. Уильямс, Государственный драматический театр на Литейном.
- 2001 — «Бабьи сплетни» К. Гольдони, Новосибирский академический театр «Глобус».
- 2002 — «Картотека» Т. Ружевич, Новосибирский театр «Старый дом».

«Парчовый барабан» И. Мисима, Малый драматический Театр — Театр Европы.
- 2003 — «Учитель ритмики» Е. Садур, ТЮЗ имени А. А. Брянцева.

«Утиная охота» А. Вампилов, Малый драматический Театр — Театр Европы.
- 2004 — «Кошка которая гуляла сама по себе» Р. Киплинг и «Ретро» А. Галин, Театр комедии имени Н. П. Акимова.
- 2005 — «Госпожа странная мысль» А. Кутерницкий, ТЮЗ имени А. А. Брянцева.
- 2006 — «Голый король» Е. Шварц, Театр на Васильевском.
- 2009 — «Поздняя любовь» А. Н. Островский, сценография Александра Орлова. Молодёжный театр на Фонтанке.

«Летит» О. Мухина, Магнитогорский драматический театр имени А. С. Пушкина
2012 — «Фантазии Фарятьева» А. Соколова, сценография Александра Орлова. Молодёжный театр на Фонтанке.
Театр на Васильевском
- 2011 — «Дети солнца»» М. Горький, сценография Александра Орлова
- 2012 — «Дядя Ваня» А. Чехов
- 2013 — «Проклятая любовь» Т. Москвина
- 2013 — «Идиот» по мотивам романа Ф. Достоевского
- 2014 — «Чайная церемония» А. Строганов
- 2014 — «Женитьба» Н. Гоголь
- 2014 — «Человеческий голос» Ж. Кокто
- 2016 — «Гроза» А. Островский
- 2017 — «Самодуры» К. Гольдони
- 2018 — «Смех лангусты» Дж. Маррелла
- 2018 - «Мещане» М. Горький, сценография Александра Орлова